# كارلا بيترسون (أكاديمية)
كارلا بيترسون (بالإنجليزية: Carla Peterson)‏ هي أكاديمية أمريكية، ولدت في 9 سبتمبر 1944.